# Friedrich Liebergesell
Friedrich Liebergesell (ur. w XIX w. zm. w XX w.) – niemiecki architekt, czołowy twórca architektury secesyjnej w Szczecinie. Działał w tym mieście w latach 1900–1945.
Nie są znane bliższe szczegóły jego życiorysu.

## Główne projekty

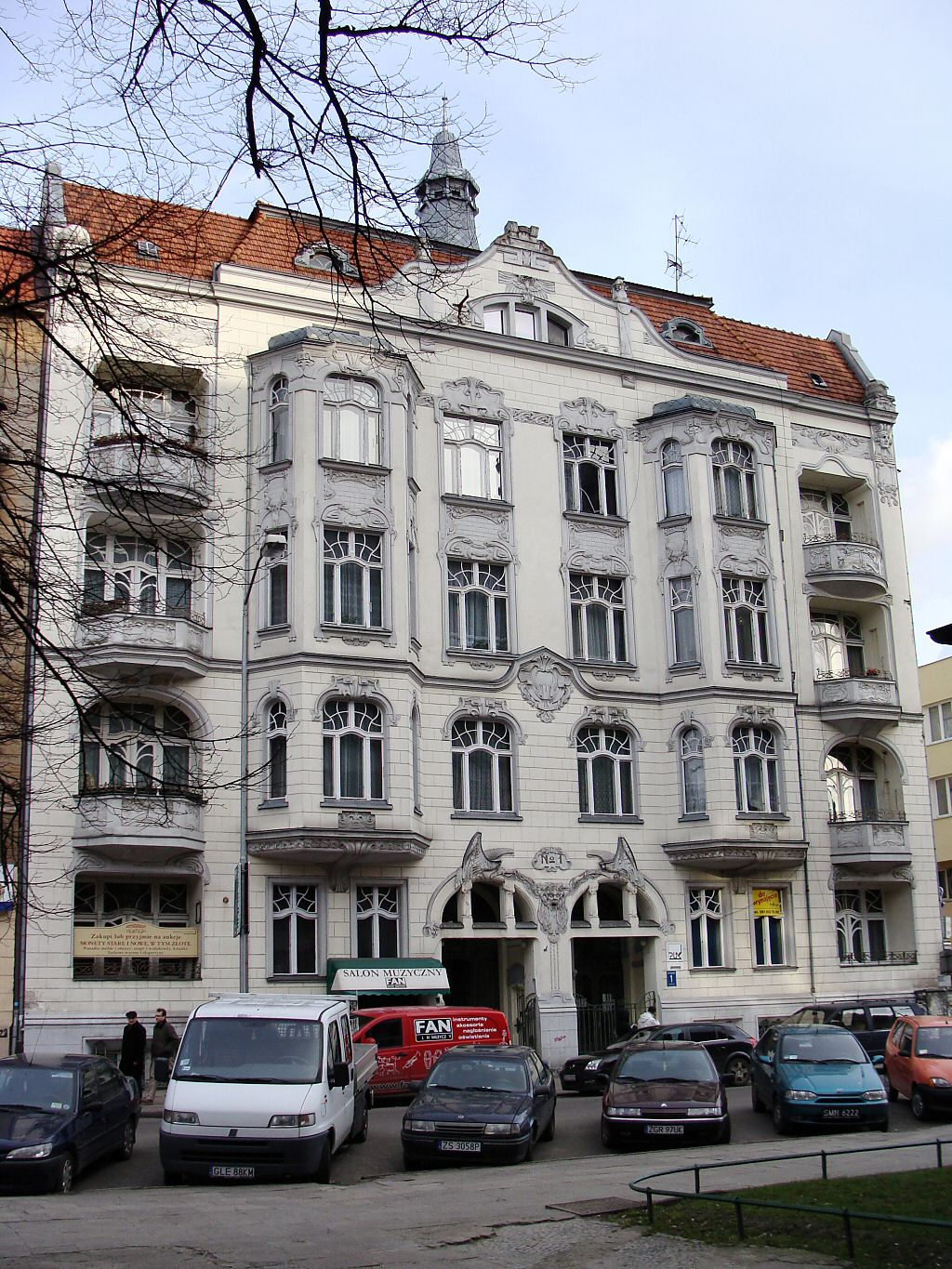
Kamienica przy ul. Świętego Wojciecha 1 w Szczecinie

- kamienice mieszczańskie w stylu secesyjnym:
  - ul. Świętego Wojciecha 1[1][2]
  - ul. Bolesława Śmiałego 8[1][2], 9[2], 10[2], 11[1][2], 17[1][2], 20[1][2], 22[1][2], 23[1][2], 24[2], 25[2], 26[2], 27[2], 34[2], 35[2], 36[2], 39[2], 40[2], 41[1][2]
  - ul. Jagiellońska 74[2], 75[2], 76[2], 77[2]
  - al. Piastów 8[1][2], 10[2]
  - al. Piłsudskiego 24a[1][2]
  - ul. Pocztowa 8[2], 34[2]
  - ul. Żółkiewskiego 1[1][2], 19[1][2], 20[1]
- późniejsze realizacje:
  - willa przy ul. Piotra Skargi 17[1]
  - willa przy ul. Królowej Korony Polskiej 9[1]
  - dom towarowy przy al. Niepodległości[1]
  - przeszklona hala na tyłach Pałacu Jońskiego (1924 r.)[3]